# Peter Fratzl
Peter Fratzl (* 13. September 1958 in Wien) ist ein österreichischer Physiker und Direktor am Potsdamer Max-Planck-Institut für Kolloid- und Grenzflächenforschung.

## Leben
Nach dem Studium in Straßburg und Paris mit Abschluss als Diplomingenieur an der École polytechnique 1980 promovierte er in Physik an der Universität Wien (1983). Nach seiner Habilitation im Bereich der Festkörperphysik (1991) arbeitete er als Assistent und außerordentlicher Professor am Institut für Materialphysik der Universität Wien (1986–1998). Ferner ist Fratzl externer Mitarbeiter des Ludwig-Boltzmann-Instituts für Osteologie in Wien (seit 1993). Er war Gastforscher an der Heriot-Watt University Edinburgh (1993–1994), Gastprofessor an der Universität München (1997), ordentlicher Professor für Metallphysik an der Universität Leoben und Direktor des Erich-Schmid-Instituts für Materialwissenschaft der Österreichischen Akademie der Wissenschaften (1998–2003). Er ist Direktor und Wissenschaftliches Mitglied am Max-Planck-Institut für Kolloid- und Grenzflächenforschung (seit 2003), Honorarprofessor an der Humboldt-Universität zu Berlin  (seit 2004) sowie an der Universität Potsdam (seit 2009). Von 2017 bis 2020 ist Peter Fratzl Vorsitzender der Chemisch-Physikalisch-Technischen Sektion der Max-Planck-Gesellschaft. Seit 2019 ist er Co-Sprecher des Exzellenzclusters Matters of Activity. Image Space Material.
Peter Fratzl leitet seit 2003 die Abteilung „Biomaterialien“ am Max-Planck-Institut für Kolloid- und Grenzflächenforschung und ist einer der Pioniere auf dem Gebiet biologischer und biomimetischer Materialien. Das Studium natürlicher Materialien, wie von Holz, Knochen, Muschelschalen, Glasschwämmen, Proteinfasern oder Insektenpanzern gibt dem Materialwissenschaftler Hinweise für die Entwicklung neuer Werkstoffkonzepte. Dazu kommen medizinisch orientierte Arbeiten zur Osteoporose und zur Knochenregeneration. Aufgrund seiner mehrfach ausgezeichneten interdisziplinären Forschung ist Peter Fratzl einer der exponiertesten Vertreter der modernen Wissenschaft (als Materialwissenschaftler gelistet durch Thomson Reuters in „highly-cited researchers 2014 “). Fratzl ist Autor und Mitautor von etwa 500 Veröffentlichungen in Fachzeitschriften und Büchern.

## Weitere Tätigkeiten
- Korrespondierendes Mitglied im Ausland der Österreichischen Akademie der Wissenschaften  (seit 2007)
- Mitglied und PI im Exzellenzcluster „Bild-Wissen-Gestaltung“ der Humboldt-Universität zu Berlin
- Sprecher des Schwerpunktprogramms 1420 der Deutschen Forschungsgemeinschaft (DFG) "Biomimetic Materials Research: Functionality by Hierarchical Structuring of Materials".
- Mitglied im Herausgeberkomitee der Fachzeitschriften Science und Nature.
- Mitglied in wissenschaftlichen Beiräten und Aufsichtsräten von Forschungsinstitutionen, z. B.: Fachkollegium Materialwissenschaft, des Fonds zur Förderung der Wissenschaftlichen Forschung (FWF) in Österreich und des Maier-Leibnitz Zentrums.

## Auszeichnungen
- 2008: Max-Planck-Forschungspreis für Pionierleistungen auf dem Gebiet der biologischen und biomimetischen Materialien – gemeinsam mit Robert Langer, MIT
- 2010: Gottfried Wilhelm Leibniz-Preis  der Deutschen Forschungsgemeinschaft
- 2010: Ehrendoktorwürde der Universität Montpellier
- 2012: Fellow der amerikanischen Materials Research Society
- 2013: Mitglied der Deutschen Akademie der Technikwissenschaften (Acatech)
- 2015: Mitglied der Akademie der Wissenschaften und der Literatur Mainz[4]
- 2015: Mitglied der Berlin-Brandenburgischen Akademie der Wissenschaften
- 2020: Mitglied der National Academy of Engineering
- 2022: Ehrenmitglied der Chinese Chemical Society[5]
- 2025 Aufnahme als Mitglied der Sektion Physik in die Nationale Akademie der Wissenschaften Leopoldina